# Вузькоголова черепаха індійська
Вузькоголова черепаха індійська (Chitra indica) — вид черепах із роду Вузькоголові черепахи родини Трикігтеві черепахи.

## Опис
Карапакс завдовжки досягає 80—115 см. У черепахи вузька маленька голова з невеликими вічками, зрушеними вперед і вгору. Панцир повністю округлий, доволі плаский. Дорослі мають зовсім гладенький панцир, в той час як молоді черепахи вкриті обтічними горбиками. Конструкція панцира продовжується на шиї і на зовнішній поверхні передньої ноги. Лапи наділені розвинені плавальними перетинками. Хвіст у самців довше, ніж у самиць.
Забарвлення карапаксу має оливковий, оливково—зелений, темно—сірий відтінок із чудовим хитромудро—сітчастим малюнком. Пластрон має кремовий відтінок. Голова темного забарвлення, яка прикрашена темними подовжніми смужками. Шкіра забарвлена в оливково—зелений відтінок.

## Спосіб життя
Полюбляє великі річки, гирла, морське узбережжя. Практично усе життя проводить у воді. Харчується рибою, равликами, креветками, водяними рослинами.
Самиця відкладає у вириту ямку від 65 до 100, іноді 187 яєць сферичної форми. Через 65 діб з'являються черепашенята розміром 39—43 мм.

## Розповсюдження
Мешкає у Пакистані, Індії, Непалі, Бангладеш.